# 保寧軍節度使
保寧軍節度使，五代十国后唐、后蜀的节度使，治所在阆州（今四川省阆中市）。
后唐天成四年（929年）以利州节度使的阆州、果州（今四川省南充市北）设置为保寧军节度使，以李仁矩为节度使。长兴元年（930年），董璋杀李仁矩，废除保寧军节度使。长兴三年（932年），孟知祥再设保寧军節度使，下辖阆州、果州、开州（今重庆市开州区）、渠州（今四川省渠县）、蓬州（今四川省仪陇县南）。后蜀建立后，沿置保寧軍節度使。广政二十一年（958年），在果州别设永寧軍節度使。宋朝乾德四年（966年），保寧军节度改为安德军节度。元朝时，阆州升格为保宁府。

## 历任节度使
- 李仁矩（929年—930年）
- 赵廷隐（932年—935年）
- 张公铎（935年—941年）
- 刘英图（941年—943年，权知）
- 王处回（944年—948年，遥领）
- 何重建（948年—950年）
- 安思谦（950年—954年）
- 李廷珪（954年—957年）
- 孟仁贽（957年—960年）
- 孟玄珏（960年—965年）